# Pico Espejo
Il Pico Espejo è una vetta della Sierra Nevada nella Cordigliera delle Ande (nei pressi della città di Mérida, Stato Mérida, una regione centro-occidentale del Venezuela) molto vicino al Pico Bolívar, la cima più alta del paese. Ha un'altezza di 4.765 metri sul livello del mare.

## Funivia di Mérida (Teleférico de Mérida)
Nei pressi della sua cima si trova quinta e ultima stazione del sistema della Funivia di Mérida (Costruita nel 1960, è la funivia che a livello mondiale che raggiunge la maggiore altitudine).
Fino al 2009, questa funivia faceva del Pico Espejo la vetta più accessibile tra le grandi della Sierra Nevada di Mérida. In quell'anno, però, la funivia è stata fermata per una serie di guasti ai quali per l'eccessiva vetustà e cattiva manutenzione degli impianti.
È ora in corso un grosso lavoro di ammodernamento dell'impianto con data prevista di completamento entro il 2014.